# Plaxton Pointer
Plaxton Pointer — коммерческий автобус среднего класса производства Plaxton, предназначенный для эксплуатации в странах с левосторонним движением. Вытеснен с конвейера моделью Alexander Dennis Enviro200 Dart.

## История
Автобус Plaxton Pointer серийно производился с 1989 года на шасси Dennis Dart и Volvo B6. С 1995 года автобус производился с низким уровнем пола; один экземпляр эксплуатировался в Лондоне, 20 — в Гонконге. С 1998 года автобус планировалось производить на шасси Volvo B6BLE, однако этот проект был признан нецелесообразным. Производство завершилось в августе 2006 года.

## Галерея

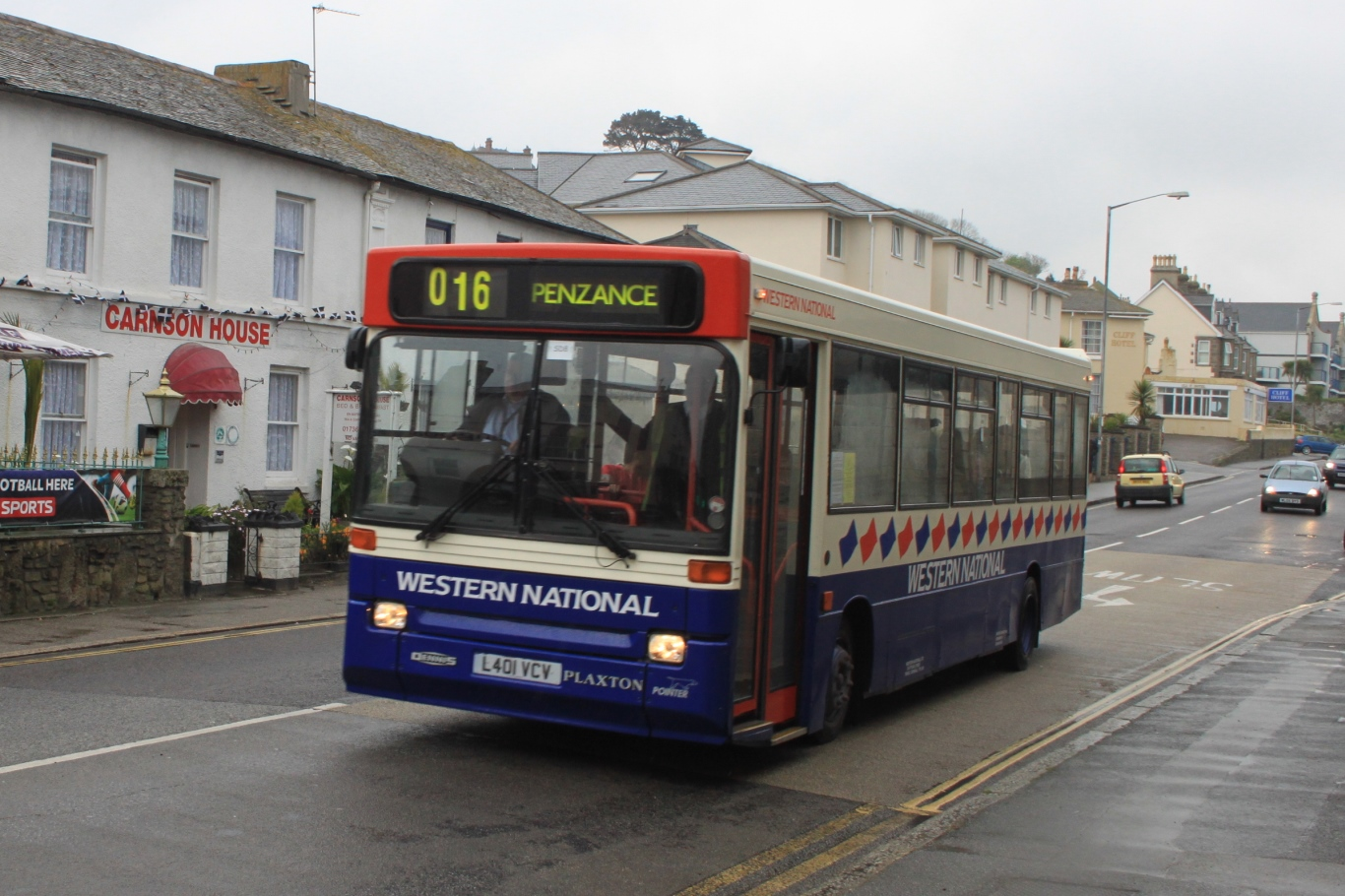
Plaxton Pointer в Пензансе
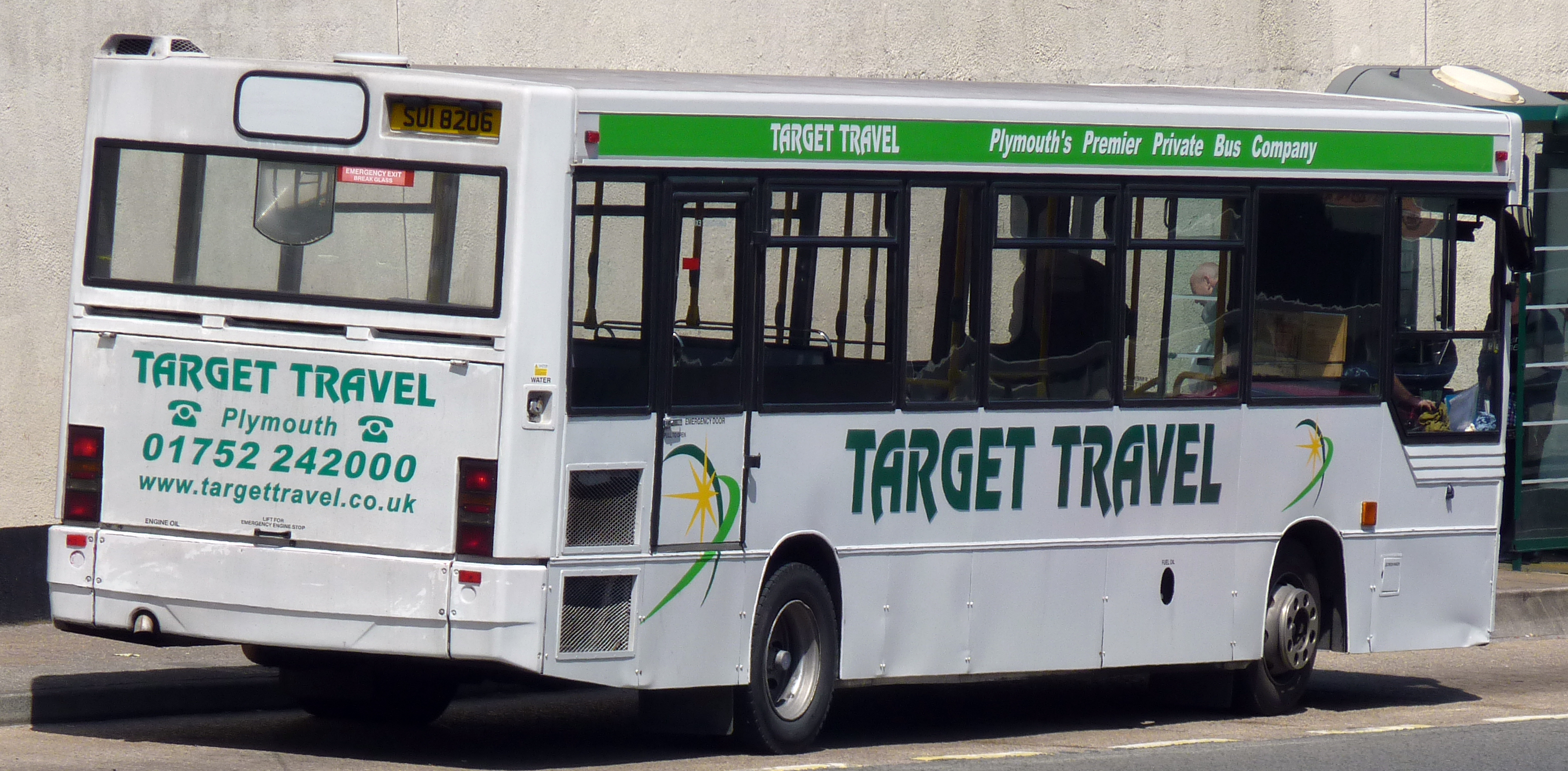
Target Travel
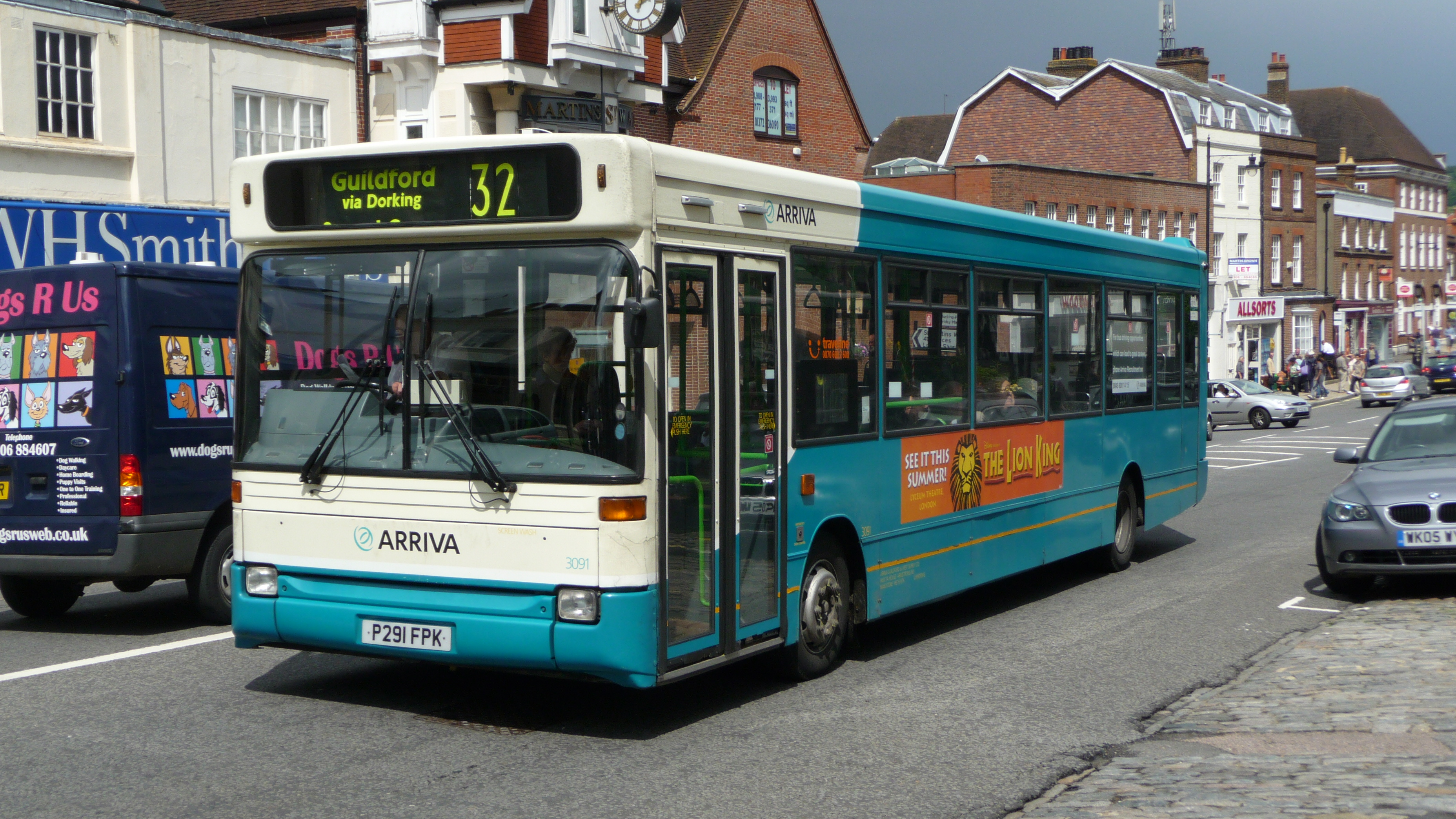
Plaxton Pointer в Доркинге (июль 2009 года)
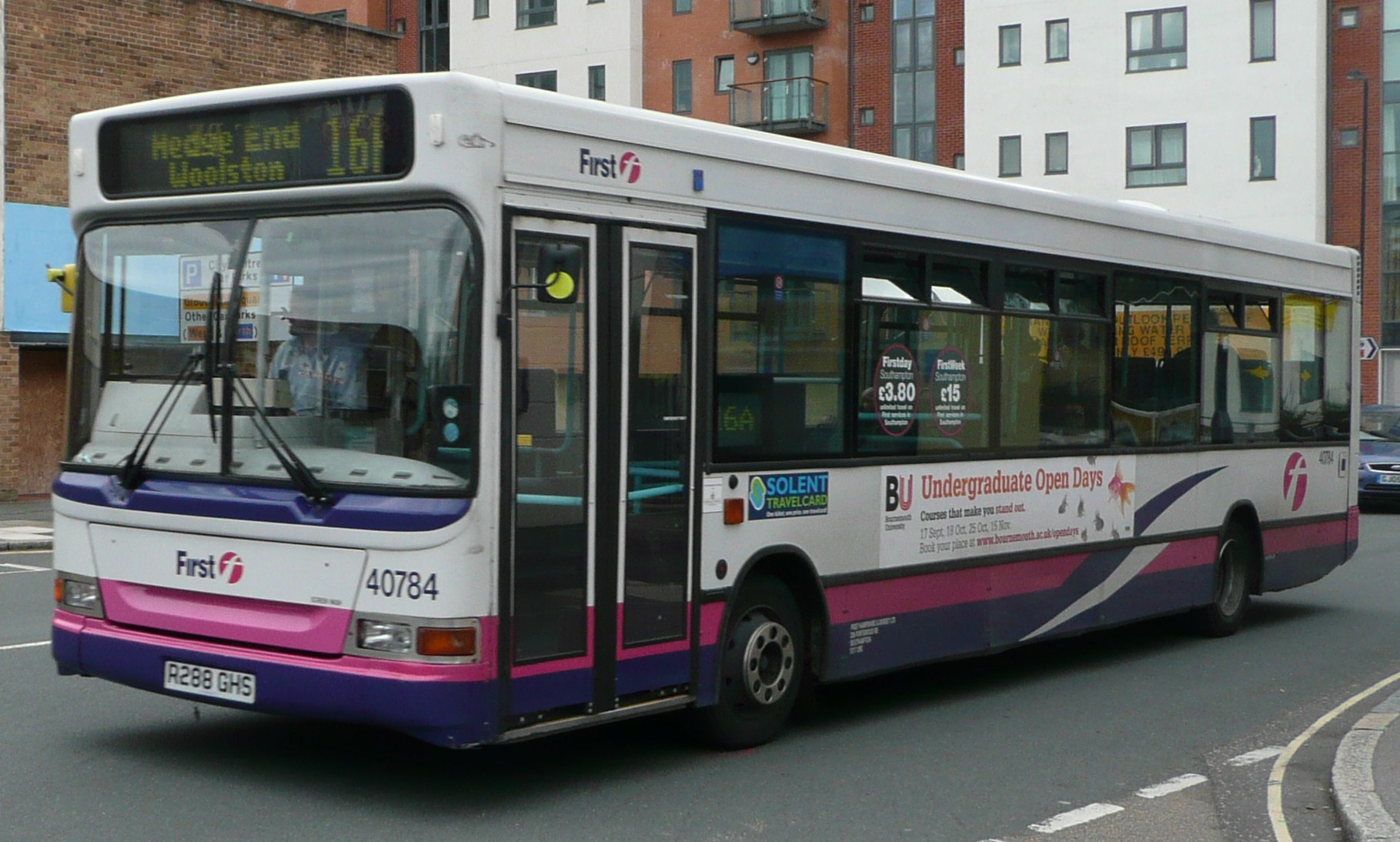
Plaxton Pointer 2 в Саутгемптоне (сентябрь 2008 года)